# Wilhelm von Wöllwarth
Wilhelm Ludwig Christian von Wöllwarth-Lauterburg (* 14. November 1802 in Karlsruhe; † 1. Dezember 1875 in Stuttgart) war ein großherzoglich badischer Oberhofgerichtsrat und Direktor des Evangelischen Oberkirchenrats.

## Familie und Herkunft
Wilhelm stammt aus dem reichsritterschaftlichen Geschlecht der Freiherren von Woellwarth.
Er war der Sohn des großherzoglich badischen Oberhofmeisters Friedrich Philipp Ludwig Eustach Freiherr von Wöllwarth-Lauterburg (1754–1820) und dessen Ehefrau, Karoline Amalie von Gayling (1782–1868), der Tochter des Staatsministers Christian Heinrich Gayling von Altheim. Er heiratete am 10. Oktober 1823 in Königsbach Henriette Wilhelmine Freiin von Saint-Andrè, mit der er drei Kinder hatte.
- Auguste (* 1829)
- Wilhelm Ludwig Ernst Christian (* 1831)
- Ludwig Ernst Christian (* 1833)

Georg von Wöllwarth-Lauterburg und August von Wöllwarth-Lauterburg waren seine Neffen.

## Leben
Wöllwarth war Fideikommiss-Mitherr auf Lauterburg, Essingen und Hohenroden. Er studierte ab 1820 Rechtswissenschaften in Heidelberg, dann in Göttingen. Wöllwarth trat 1821 als Kammerjunker in die großherzoglichen Dienste und wurde 1824 Rechtspraktikant. 1825 war er Assessor beim Landamt Karlsruhe und 1828 Hofgerichtsassessor. Schon ein Jahr nach seiner 1830 erfolgten Ernennung zum Kammerherrn wurde er Hofgerichtsrat und 1837 Oberhofgerichtsrat am Hofgericht Mannheim.
Von 1849 bis 1856 war Wöllwarth Direktor des Oberkirchenrats der Evangelischen Landeskirche in Baden. 1850 wurde er für den badischen Wahlkreis 9 (Karlsruhe) als Abgeordneter in das Volkshaus des Erfurter Unionsparlaments gewählt, nachdem der zunächst gewählte August Marschall von Bieberstein von der ersten Kammer der badischen Ständeversammlung in das Staatenhaus des Erfurter Parlaments gewählt wurde und daher die Wahl in das Volkshaus nicht annahm. 1869 wurde er Wirklicher Geheimer Rat.

## Werke
- Die Vertretung des Ritterschaftlichen Adels in Württemberg. Im Hinblick auf die Reformbestrebungen der dortigen Verfassung, Mannheim 1865 (Google Digitalisat)